# 187生死極速
《187生死極速》是一款賽車射擊遊戲，供PlayStation 2及Xbox遊戲機執行。遊戲講述位於洛杉磯地下世界的主角Buck，為了保衛自己的地區，要與街道的霸佔份子Cortez和他的人馬一決高下。主再需在車上向敵對份子射擊，逐步收復西岸，如果任務失敗主角會死掉。

## 外部連結
- 官方网站